# 汐の湯温泉
汐の湯温泉（しおのゆおんせん）は大阪府豊能郡能勢町（旧摂津国）にある温泉である。摂津三湯の一つとされる。

## 概要
源泉は空気に触れると酸化して赤茶色になる。飲用可。
- 泉質 含二酸化炭素 - ナトリウム - 炭酸水素塩・塩化物泉
- 泉温 約16～18℃（冷鉱泉）
- 湯量 毎分約23リットル

※源泉は加温の上掛け流しで供される。

## 温泉街
温泉街はなく、国道沿いに一軒の宿泊施設兼観光用施設があるのみ。近くには大阪50山にも指定されている剣尾山（けんびさん）などがある。

## 利用案内
日帰り湯
- 利用料金 大人1000円 子供300円
- 営業時間 11:00-18:00（水曜日は14:00-18:00）

## 所在地・アクセス
所在地
大阪府豊能郡能勢町森上317
アクセス
能勢電鉄日生中央駅・山下駅などからバスを利用して「汐の湯温泉前」下車すぐ。
自動車の場合、大阪からは国道173号（能勢街道）を北上し、途中、一庫ダムを経由する。森上南信号の手前・国道沿い。